# Olars
Olars [o:lars] (finska: Olari) är en stadsdel i Esbo stad och hör administrativt till Stor-Mattby storområde. Olars omfattar också Kvisbacka (fi. Kuitinmäki), Olarsängen (fi. Olarinniitty), Olarsbäcken (fi. Olarinluoma), Lustikulla (fi. Lystimäki), Biskopsby (fi. Piispankylä) och Frisans (fi. Friisilä). 

## Historia
Namnet Olars har tagits av bynamnet Olarsby som omnämnts i historien som Wleffstesby (1538), Oleffpsby (1540), Olarsby (1552) och  Olausby (1594). Namnet kan komma från mansnamnet Olev eller något liknande. Ett annat förslag på namn för stadsdelen var Romens (fi. Ruomela), vilket föreslogs år 1968 och baserade sig på namnet Rom torpet (1774) och Romensbergen.
Det moderna Olars fick sin början år 1958 då byggfirman Rakennus Oy Arjatsalo köpte 150 hektar mark av Stors gård. Olars var en nästan obebyggd skogsmark vid denna tid. Efter långa förhandlingar kom Esbo köping och två byggfirmor överens om byggandet av Olars år 1968. 
Man byggde så kallade Olarshus, som byggdes av plattor på pelare, medan väggarna av tegel murades på plats. En annan nyhet var en bastu i varje lägenhet. De första husen blev klara år 1969 och byggandet fortsatte till år 1985. Vägnamnen har tagits från astronomin. 

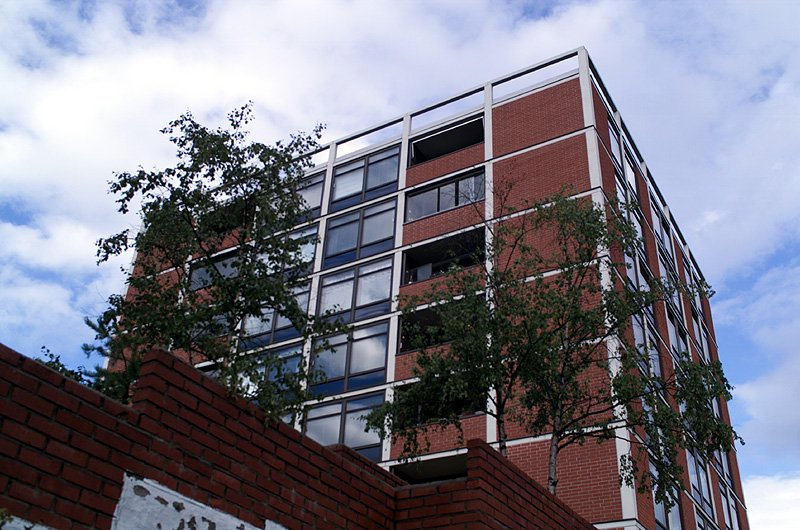
Olarshus
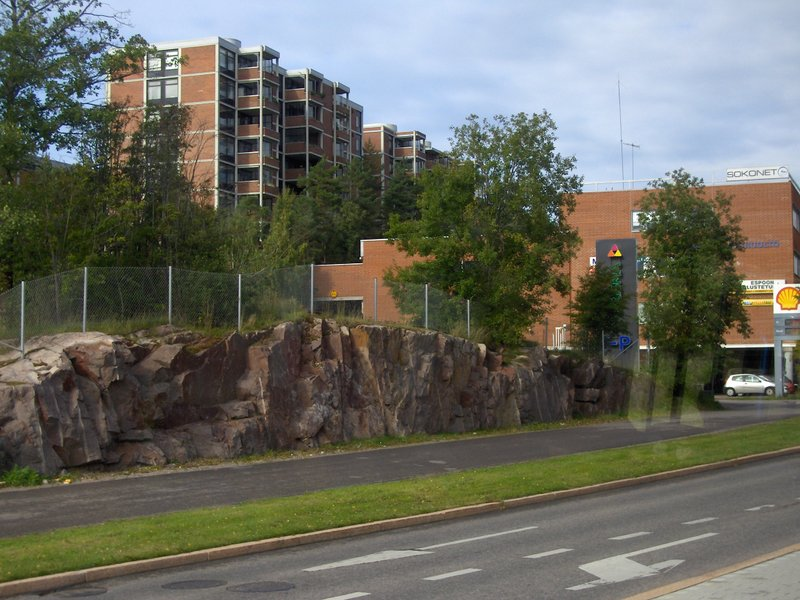
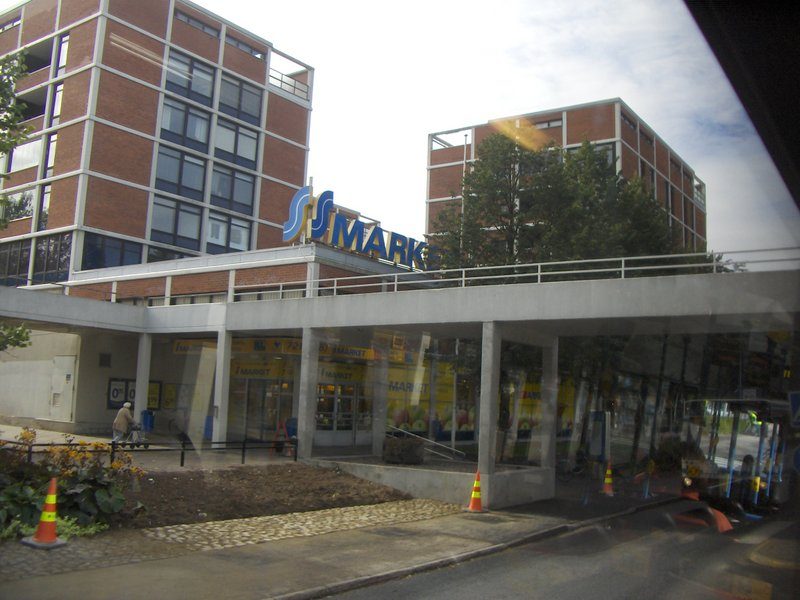